# Liên hoan phim Cannes 2005
Liên hoan phim Cannes lần thứ 58 diễn ra từ 11 đến 22 tháng 5 năm 2005.

## Các giải thưởng
- Palme d'Or: L'Enfant của Luc và Jean-Pierre Dardenne
- Grand Prix: Broken Flowers của Jim Jarmusch
- Prix d'interprétation masculine (nam diễn viên chính xuất sắc nhất): Tommy Lee Jones trong phim The Three Burials of Melquiades Estrada của chính Tommy Lee Jones
- Prix d'interprétation féminine (nữ diễn viên chính xuất sắc nhất): Hanna Laslo trong Free Zone của Amos Gitaï
- Prix de la mise en scène: Caché của Michael Haneke
- Prix du scénario (giải kịch bản hay nhất): Guillermo Arriaga cho phim The Three Burials of Melquiades Estrada của Tommy Lee Jones
- Caméra d'or ex æquo: Sulanga Enu Pinisa của Vimukthi Jayasundara và Me and You and Everyone we Know của Miranda July
- Prix du jury (giải của ban giám khảo): Shanghai Dreams của Wang Xiaoshuai
- Palme d'or du court-métrage (cành cọ vàng cho phim ngắn xuất sắc nhất): Podorozhni của Igor Strembitsky
- Mention spéciale court-métrage: Clara của Van Sowerwine
- Trophée du Festival de Cannes (giải thành tựu): đạo diễn George Lucas nổi tiếng với loạt phim doanh thu cao Star Wars
- Premier Prix de la Cinéfondation: Buy it now của Antonio Campos

## Danh sách bốn thành phần giám khảo chính

### Giám khảo chính thức
- Emir Kusturica, chủ tịch (đạo diễn - Serbia và Montenegro)
- Toni Morrison (nhà văn - Mỹ)
- Nandita Das (diễn viên - Ấn Độ)
- Salma Hayek (diễn viên - México)
- Agnès Varda (đạo diễn - Pháp)
- John Woo (đạo diễn - Trung Quốc)
- Fatih Akin (đạo diễn - Đức)
- Javier Bardem (diễn viên - Tây Ban Nha)
- Benoît Jacquot (đạo diễn - Pháp)

### Giám khảo của Cinéfondation và những đoạn phim ngắn
- Edward Yang, chủ tịch (đạo diễn - Đài Loan)
- Chantal Akerman (đạo diễn - Bỉ)
- Sylvie Testud (diễn viên - Pháp)
- Yousry Nasrallah (đạo diễn - Ai Cập)
- Colin MacCabe (nhà phê bình và nhà văn - Ireland)

### Giám khảo của "Un Certain Regard"
- Alexander Payne, chủ tịch (đạo diễn và biên kịch - Mỹ)
- Betsy Blair (diễn viên - Mỹ)
- Sandra Den Hamer (giám đốc Liên hoan phim Rottedam - Hà Lan)
- Katia Chapoutier (nhà báo - Canada)
- Geneviève Welcomme (nhà báo - Pháp)
- Gilles Marchand (đạo diễn và biên kịch - Pháp)
- Eduardo Antin (Quintin) (nhà phê bình và nhà văn - Argentina)

### Giám khảo của "Caméra d'Or"
- Abbas Kiarostami, chủ tịch (đạo diễn - Iran)
- Patrick Chamoiseau (nhà văn - Pháp)
- Malik Chibane (đạo diễn - Pháp)
- Romain Winding (giám đốc hình ảnh - Pháp)
- Scott Foundas (nhà phê bình - Mỹ)
- Roberto Turigliatto (Liên hoan phim Torino - Ý)
- Luc Pourrinet (chuyên viên kĩ thuật - Pháp)
- Yves Allion (nhà phê bình - Pháp)
- Laura Meyer (người hâm mộ - Pháp)

## Các phim tham gia tranh giải

### Phim tranh giải thưởng chính
- Lemming phim Pháp của Dominik Moll
- Peindre ou faire l'amour phim Pháp của Arnaud và Jean-Marie Larrieu
- L'Enfant phim Bỉ của Luc và Jean-Pierre Dardenne
- Quando sei nato non puoi più nasconderti phim Ý của Marco Tullio Giordana
- Manderlay phim Đan Mạch của Lars von Trier
- Don't Come Knocking phim Đức của Wim Wenders
- Caché phim Áo của Michael Haneke
- A History of Violence phim Canada của David Cronenberg
- Where the Truth Lies phim Canada của Atom Egoyan
- Broken Flowers phim Mỹ của Jim Jarmusch
- The Three Burials of Melquiades Estrada phim Mỹ của Tommy Lee Jones
- Sin City phim Mỹ của Robert Rodriguez, Frank Miller và Quentin Tarantino
- Last Days phim Mỹ của Gus Van Sant
- Batalla en el Cielo phim México của Carlos Reygadas
- Free Zone phim Israel của Amos Gitaï
- Kilomètre Zéro phim Iraq của Hiner Saleem
- Three Times phim Đài Loan của Hou Hsiao-hsien
- Election phim Trung Quốc của Johnny To
- Shanghai Dreams phim Trung Quốc của Wang Xiaoshuai
- Keuk Jang Jeon phim Hàn Quốc của Hong Sang-soo
- Harcèlement phim Nhật của Masahiro Kobayashi

### Phim tranh giải Un certain regard
- Le Filmeur phim Pháp của Alain Cavalier
- La Caisse phim Pháp của Pierre Jolivet
- Le Temps qui reste phim Pháp của François Ozon
- Une nuit phim Iran của Niki Karimi
- Sangre phim México của Amat Escalante
- L'Arc phim Hàn Quốc của Kim Ki-duk
- Lève-toi et marche phim Burkina Faso của S. Pierre Yameogo
- Dark horse phim Đan Mạch của Dagur Kari
- Yellow fella phim Áo của Ivan Sen
- Cidade Baixa phim Brasil của Sérgio Machado
- Jewboy phim Áo của Tony Kravitz
- The King phim Mỹ của James Marsh
- Jeanne phim Hungary của Kornel Mundruczo
- Cinéma, aspirines et vautours phim Brasil của Savador Gomez
- La Mort de Monsieur Lazarescu phim România của Cristi Puiu
- Falscher Bekenner phim Đức của Christoph Hochhaüsler
- Down in the valley phim Mỹ của David Jacobson
- La Terre abandonnée phim Sri Lanka của Vimukthi Jayasundara
- Schläfer phim Áo của Benjamin Heisenberg
- Nord Este phim Argentina của Juan Solanas
- Eli, eli, lema sabachthani ? phim Nhật của Shinji Aoyama
- Marock de phim Maroc của Laïla Marrakchi
- Habana Blues phim Tây Ban Nha của Benito Zambrano

### Phim tranh giải của Quinzaine des réalisateurs
- Alice phim Bồ Đào Nha của Marco Martins
- Be with Me phim Singapore của Eric Khoo
- Cache-cache phim Pháp của Yves Caumon
- Crying Fist phim Hàn Quốc của Ryoo Seung-wan
- Douches froides phim Pháp của Antony Cordier
- Factotum film của Bent Hamer hợp tác giữa Na Uy, Mỹ, Đức
- Geminis phim Argentina của Albertina Carri
- Guernsey phim Hà Lan của Nanouk Leopold
- Jazireh Ahani phim Iran của Mohammad Rasoulof
- Keane phim Mỹ của Lodge H. Kerrigan
- La Moustache phim Pháp của Emmanuel Carrère
- Odete phim Tây Ban Nha của João Pedro Rodrigues
- Room phim Mỹ của Kyle Henry
- Seven Invisible Men phim của Sharunas Bartas hợp tác giữa Tây Ban Nha, Pháp, Litva
- Sisters In Law phim Anh của Kim Longinotto và Florence Ayisi
- Tbilisi-Tbilisi phim Gruzia của Levan Zakareihwilli
- La Forêt oubliée phim Nhật của Kohei Oguri
- The President's Last Bang phim Hàn Quốc của Im Sang-soo
- Travaux, on sait quand ça commence... phim Pháp của Brigitte Roüan
- Who's Camus Anyway? phim Nhật của Mitsuo Yanagimachi
- Wolf Creek phim Áo của Greg McLean